# Andrews (Észak-Karolina)
Andrews város az USA Észak-Karolina államában. Lakosainak száma 1667 fő (2020. április 1.).

## Népesség
A település népességének változása:

| 2010 | 1 781 |
| 2020 | 1 667 |